# Lee-tzsche 베스트
《Lee-tzsche 베스트 앨범 1991-1999》'Don`T Say That Was Yesterday'는 2000년에 발매된 가수 이상은의 베스트음반이다.  그녀가 어느새 10년이라는 세월을 훌쩍 넘어 그 동안의 음악활동을 정리하는 베스트 앨범을 발매하게 됐다.  수많은 히트곡이 있지만 그 중에서도 엄선하여 `언젠가는`, `벽`, `A path`, `뉴욕에서` 뿐만 아니라 영어로 불렀던 히트곡들을 수록하였다. 이번 앨범은 대중적이라기 보다는 예술적인 측면이 더 강함을 느낄 수 있을 것이다.

## 수록곡
전체 작사·작곡: Lee-Tzsche(이상은)
| #   | 제목                             | 재생 시간 |
| --- | -------------------------------- | --------- |
| 1.  | 〈Summer Clouds〉                | 5:06      |
| 2.  | 〈달〉                           | 2:56      |
| 3.  | 〈너의 존재〉                    | 5:08      |
| 4.  | 〈너무 오래〉                    | 4:24      |
| 5.  | 〈Boiled Egg〉                   | 3:58      |
| 6.  | 〈언젠가는〉                     | 4:10      |
| 7.  | 〈뉴욕에서〉                     | 5:01      |
| 8.  | 〈A Path〉                       | 4:05      |
| 9.  | 〈Actually, Finally〉            | 3:25      |
| 10. | 〈벽〉                           | 3:57      |
| 11. | 〈새〉                           | 5:49      |
| 12. | 〈Don`T Say That Was Yesterday〉 | 2:59      |
| 13. | 〈Serenade〉                     | 4:37      |
| 14. | 〈Spring〉                       | 4:51      |